# Arlecchino (premio)
L'Arlecchino è un premio che viene assegnato ogni anno sotto forma di una statuetta di bronzo da una giuria dell'Associazione olandese dei direttori di teatri e sale da concerto (VSCD) come premio per il miglior attore non protagonista maschile della stagione teatrale olandese. Il premio porta il nome italiano della maschera Arlecchino, e venne assegnato per la prima volta nel 1964. La statuina attuale è stata progettata da Eric Claus nel 2005. Le precedenti statuine erano state progettate da Nic Jonk, e Pépé Grégoire.
La sua versione femminile è la Colombina, il premio annuale per la migliore attrice non protagonista olandese, che prende il nome dal personaggio della Colombina della commedia dell'arte.

## Vincitori
Vincitori del premio sono stati:
- 1964: Wim van den Brink
- 1965: André van den Heuvel
- 1966: Ton van Duinhoven
- 1967: Luc Lutz
- 1968: Peter van der Linden
- 1969: Sacco van der Made
- 1970: Frans van der Lingen
- 1971: Lou Landré
- 1972: Piet Römer
- 1973: Wim Kouwenhoven
- 1974: Edmond Classen
- 1975: Eric van Ingen
- 1976: Gijsbert Tersteeg
- 1977: Henk Rigters
- 1978: Frans Vorstman
- 1979: Willem Wagter
- 1980: Siem Vroom
- 1981: Henk Votel
- 1982: Wim van Rooij
- 1983: Eric van Ingen
- 1984: Titus Muizelaar
- 1985: Edwin de Vries
- 1986: Gijs Scholten van Aschat
- 1987: Porgy Franssen
- 1988: Theo Pont
- 1989: Kees Hulst
- 1990: Vic De Wachter
- 1991: Victor Löw
- 1992: Kees Coolen
- 1993: Rik Launspach
- 1994: Khaldoun El Mecky
- 1995: Han Kerckhoffs
- 1996: Henk Votèl
- 1997: Patrick Deleu
- 1998: Lucas Van den Eynde
- 1999: Paul Hoes
- 2000: Jim van der Woude

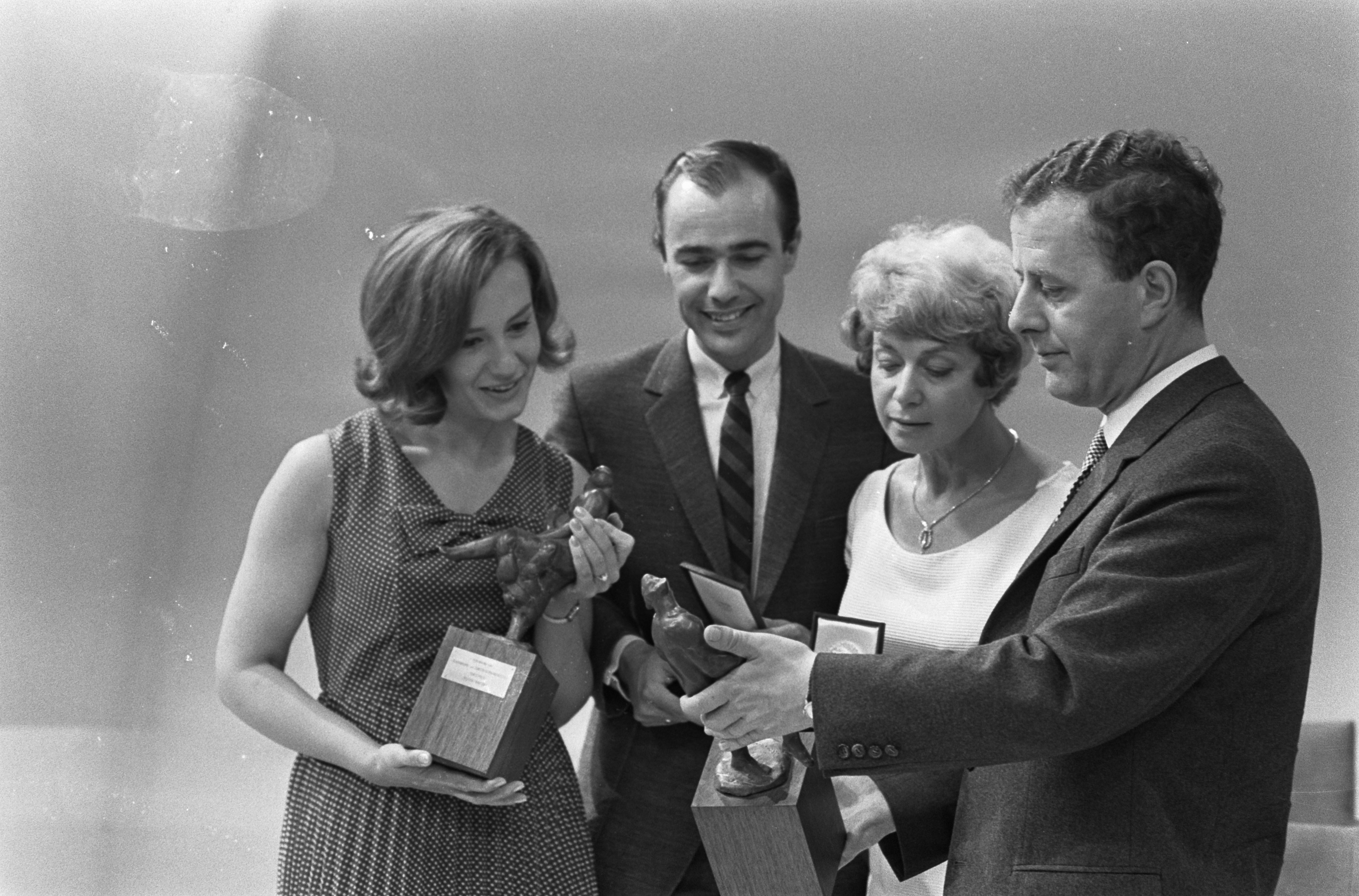
Vincitore dell'Arlecchino 1967: Luc Lutz (a destra)

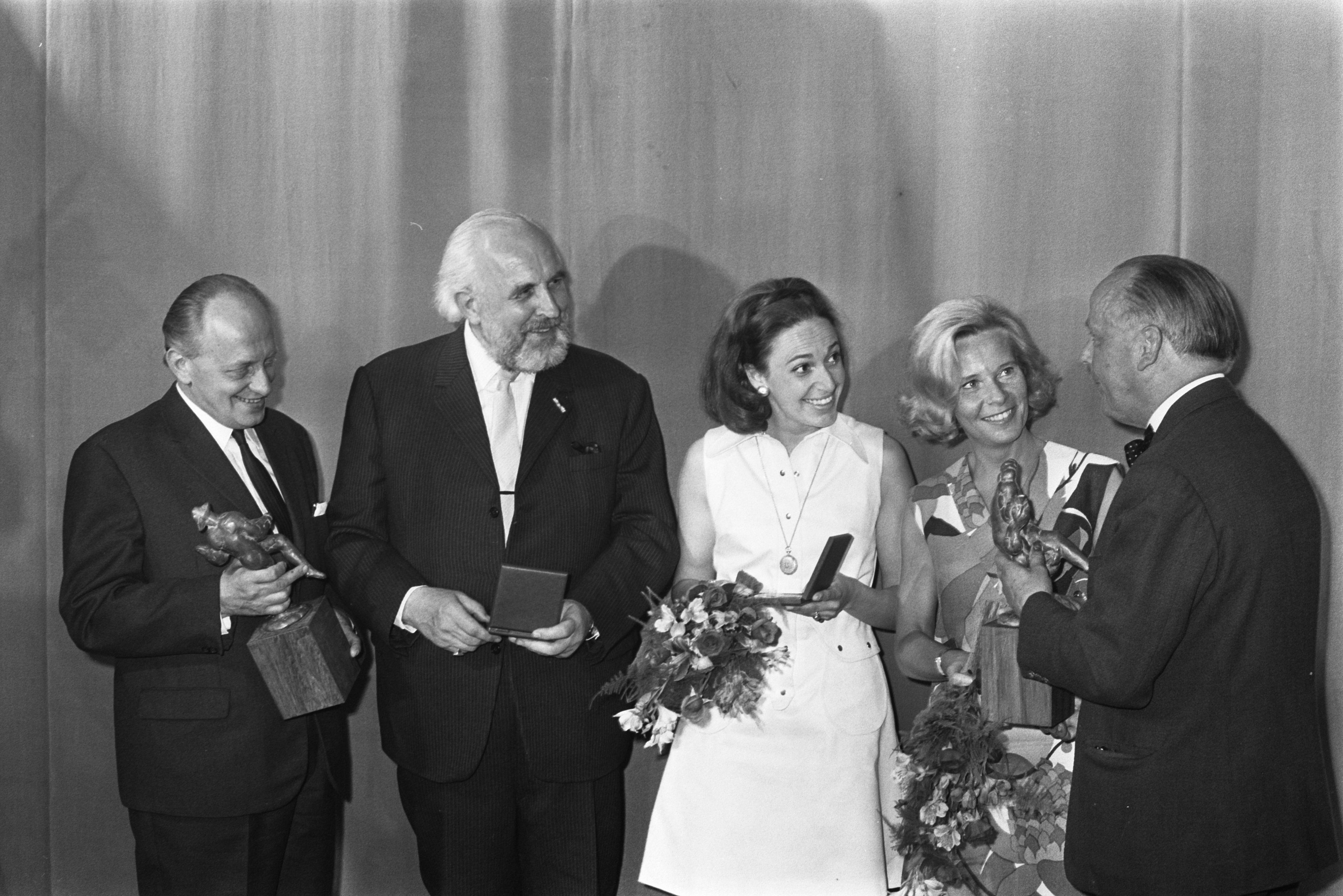
Vincitore dell'Arlecchino 1969: Sacco van der Made (a sinistra)

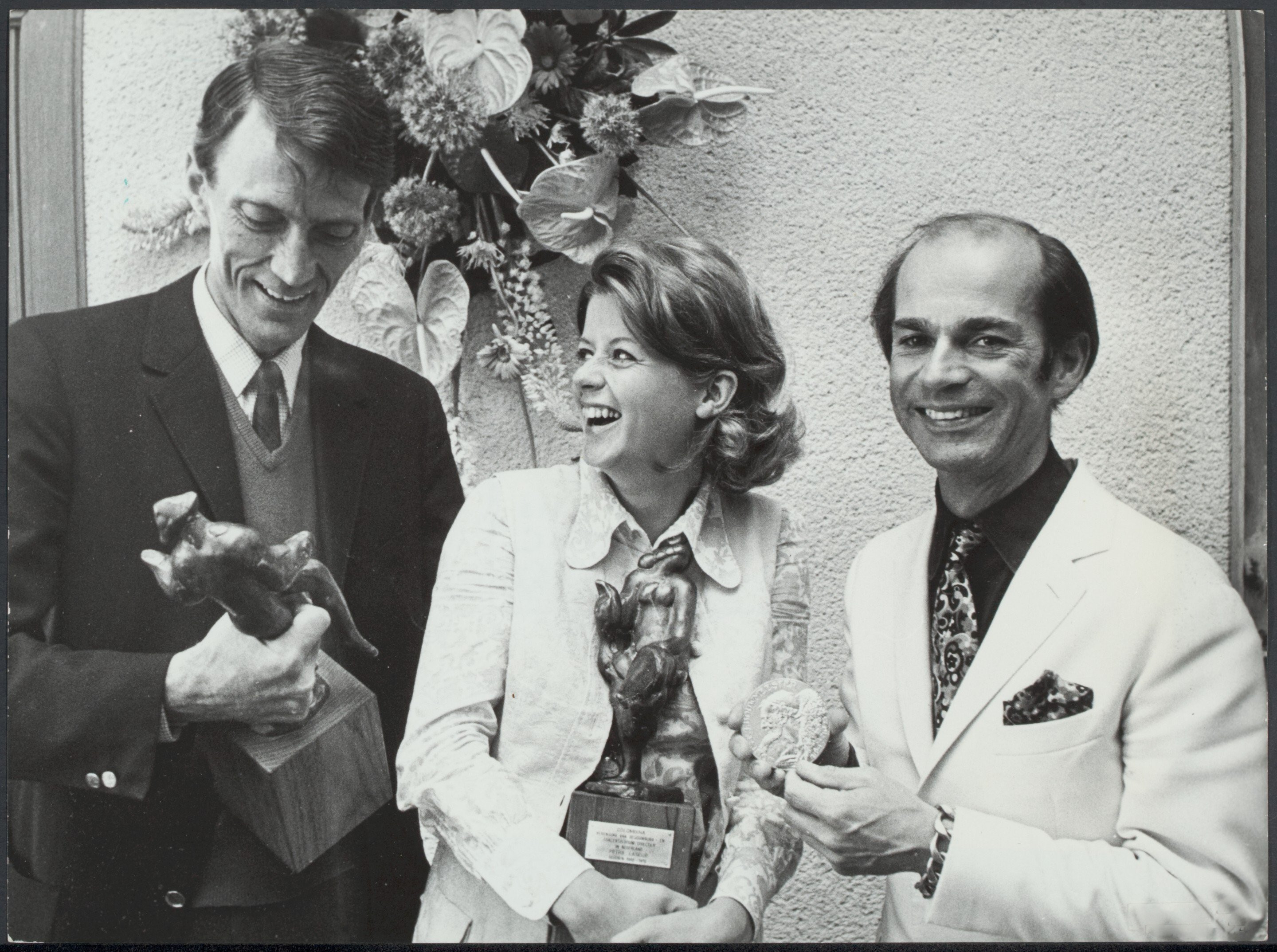
Vincitore dell'Arlecchino 1970: Frans van der Lingen (a sinistra)

- 2001: Geert Lageveen and Frank Lammers
- 2002: nessuna nomination
- 2003: Kees Boot
- 2004: Pierre Bokma
- 2005: Bob Schwarze
- 2006: Jacob Derwig
- 2007: Hein van der Heijden
- 2008: Rudolf Lucieer
- 2009: Benny Claessens
- 2010: Stefan de Walle
- 2011: Peter Bolhuis[3]
- 2012: Gijs Naber[4]
- 2013: Stefan de Walle
- 2014: Martijn Nieuwerf
- 2015: Vincent van der Valk[5]
- 2016: Risto Kübar
- 2017: Maarten Heijmans[6]
- 2018: Vanja Rukavina
- 2019: Mark Kraan
- 2020: sospeso per via della pandemia di COVID-19
- 2021: Jaap Spijkers
- 2022: Majd Mardo
- 2023: Rick Paul van Mulligen